# Форест-Рівер (Північна Дакота)
Форест-Рівер (англ. Forest River) — місто (англ. city) в США, в окрузі Волш штату Північна Дакота. Населення — 109 осіб (2020).

## Географія
Форест-Рівер розташований за координатами 48°12′59″ пн. ш. 97°28′14″ зх. д. / 48.21639° пн. ш. 97.47056° зх. д. (48.216526, -97.470545).  За даними Бюро перепису населення США в 2010 році місто мало площу 1,30 км², уся площа — суходіл.

## Демографія
Згідно з переписом 2010 року, у місті мешкало 125 осіб у 55 домогосподарствах у складі 31 родини. Густота населення становила 96 осіб/км².  Було 59 помешкань (45/км²).
Расовий склад населення:
| - 99,2 % — білих |

До двох чи більше рас належало 0,8 %. Частка іспаномовних становила 16,0 % від усіх жителів.
За віковим діапазоном населення розподілялося таким чином: 20,0 % — особи молодші 18 років, 68,0 % — особи у віці 18—64 років, 12,0 % — особи у віці 65 років та старші. Медіана віку мешканця становила 43,2 року. На 100 осіб жіночої статі у місті припадало 115,5 чоловіків;  на 100 жінок у віці від 18 років та старших — 122,2 чоловіків також старших 18 років.
Середній дохід на одне домашнє господарство  становив 68 918 доларів США (медіана — 53 125), а середній дохід на одну сім'ю — 80 414 долари (медіана — 65 938). За межею бідності перебувало 3,2 % осіб, у тому числі 0,0 % дітей у віці до 18 років та 4,2 % осіб у віці 65 років та старших.
Цивільне працевлаштоване населення становило 59 осіб. Основні галузі зайнятості: сільське господарство, лісництво, риболовля — 32,2 %, транспорт — 27,1 %, освіта, охорона здоров'я та соціальна допомога — 16,9 %, роздрібна торгівля — 8,5 %.